# Zębówiec
Zębówiec – wieś w Polsce położona w województwie kujawsko-pomorskim, w powiecie toruńskim, w gminie Obrowo.
| SIMC    | Nazwa      | Rodzaj  |
| ------- | ---------- | ------- |
| 0847771 | Bartoszewo | kolonia |

W latach 1975–1998 miejscowość administracyjnie należała do województwa toruńskiego.